# جيم شامبرز
جيم شامبرز هو لاعب كرة القدم الكندية كندي، ولد في 16 مارس 1927 في مونتريال في كندا.